# François-Nicolas-Alphonse Kunemann
François-Nicolas-Alphonse Kunemann CSSp (ur. 28 maja 1856 w Schweighouse-sur-Moder, zm. 20 marca 1908 na morzu) – francuski duchowny rzymskokatolicki, duchacz, misjonarz, wikariusz apostolski Senegambii oraz prefekt apostolski Senegalu.

## Biografia

### Młodość i prezbiteriat
Pochodził z Alzacji. W 1876 rozpoczął studia teologiczne w Chevilly-Larue. 22 maja 1880 przyjął święcenia prezbiteriatu. Następnie odbył studia doktoranckie w Rzymie, gdzie dał się poznać jako zdolny i pobożny student. Wyróżniał się w dysputach filozoficznych na Papieskiej Akademii im. św. Tomasza z Akwinu.  W 1881 obronił doktorat z teologii. Następnie powrócił do Francji, gdzie odbył nowicjat w Zgromadzeniu Ducha Świętego pod opieką Niepokalanego Serca Maryi Panny i 27 sierpnia 1882 złożył śluby zakonne.
25 września 1882 wypłynął na Martynikę, gdzie otrzymał posadę nauczyciela retoryki w collège de St-Pierre, jednak w czerwcu 1883 musiał powrócić do Europy z powodu choroby. We Francji poświęcił się pracy naukowej. Cierpiał na powracającą dyzenterię. W listopadzie 1884 został wysłany do Senegambii, z nadzieją, że tamtejszy klimat pomoże powrócić mu do zdrowia.
Osiadł w Saint-Louis, gdzie po udanej rekonwalescencji podjął obowiązki duszpasterskie jako wikariusz. Ze względu na jego wykształcenie powierzono mu szczególnie misje wśród wykształconej ludności Saint-Louis. Zyskał tam opinię cenionego kaznodziei. Aby dotrzeć również do mniej wykształconych mieszkańców, nauczył się języków arabskiego i wolof. Po czterech latach musiał jednak udać się na leczenie do Francji, z powodu wyniszczenia organizmu.
W Europie, po kilku miesiącach poświęconych na leczenie, został dyrektorem Niższego Seminarium Duchownego w Cellule. We francuskim klimacie ponownie zaczął chorować na dyzenterię, w związku z czym poprosił przełożonych o zgodę na powrót do Senegambii, którą otrzymał i 5 stycznia 1890 opuścił Francję.
W Senegalu został przełożonym rozwiniętej misji w Ngazobil - chrześcijańskiej wsi, gdzie mieściły się m.in. seminarium duchowne dla lokalnego duchowieństwa, klasztor rdzennych sióstr, sierociniec, szkoły i warsztaty rzemieślnicze. Zbudował tam nową kaplicę oraz unowocześnił nawadnianie, co zwiększyło plony rolne i poprawiło warunki materialne ludności.

### Episkopat
27 lutego 1901 papież Leon XIII mianował go wikariuszem apostolskim Senegambii, prefektem apostolskim Senegalu oraz biskupem tytularnym pellijskim. 26 maja 1901 w kaplicy seminarium duchaczy w Paryżu przyjął sakrę biskupią z rąk przełożonego generalnego duchaczy bpa Alexandra Le Roya CSSp. Współkonsekratorami byli emerytowany wikariusz apostolski Senegambii Magloire-Désiré Barthet CSSp oraz emerytowany wikariusz apostolski Północnego Zanguebaru Jean-Marie-Raoul Le Bas de Courmont CSSp.
24 czerwca 1901 przybył do Dakaru. Większość czasu poświęcał na objeżdżanie placówek swojego wikariatu. Zakładał nowe misje oraz klasztory rdzennych sióstr.
Urzędy wikariusza i prefekta apostolskiego pełnił do śmierci. 20 marca 1908 w Ngazobil wsiadł do kutra w celu powrotu do Dakaru, jednak tam nie dotarł. Mimo akcji poszukiwawczej przez miesiąc los 8 pasażerów łodzi pozostawał nieznany. 22 kwietnia tr. odnaleziono zatopiony wrak.